# Nachal Došen
Nachal Došen (hebrejsky: נחל דשן) je krátké vádí v severním Izraeli, v údolí Jordánu.
Začíná v nadmořské výšce okolo 100 metrů pod úrovní moře na východních svazích náhorní planiny Ramat Cva'im, jež je jižní výspou vysočiny Ramot Jisachar. Vádí směřuje k východu a sestupuje do zemědělsky využívaného údolí řeky Jordán, do které ústí necelé 3 kilometry jižně od vesnice Bejt Josef.